# مارتین فورماناک
مارتین فورماناک (انگلیسی: Martin Formanack; ۱ دسامبر ۱۸۶۶ – ۱ نوامبر ۱۹۴۷) قایقران روئینگ اهل ایالات متحده آمریکا بود.